# Neuseeländische Fußballnationalmannschaft der Frauen/Olympische Spiele
Der Artikel beinhaltet eine ausführliche Darstellung der neuseeländischen Fußballnationalmannschaft der Frauen bei den Olympischen Sommerspielen. Neuseeland konnte sich für fünf der bisher acht Turniere der Frauen bei den Olympischen Spielen qualifizieren, aber bisher noch keine Medaille gewinnen.

## Die Nationalmannschaft bei den Olympischen Spielen

### Übersicht
| Olympische Spiele in | Teilnahme bis …    | Gegner                        | Ergebnis | Trainer/in    | Bemerkungen und Besonderheiten                                                                              |
| -------------------- | ------------------ | ----------------------------- | -------- | ------------- | --- |
| Atlanta 1996         | nicht qualifiziert |                               |          |               | Da sich Neuseeland nicht für die WM 1995 qualifiziert hatte, konnte die Mannschaft sich nicht qualifizieren |
| Sydney 2000          | nicht qualifiziert |                               |          |               | Da sich Neuseeland nicht für die WM 1999 qualifiziert hatte, konnte die Mannschaft sich nicht qualifizieren |
| Athen 2004           | nicht teilgenommen |                               |          |               | Neuseeland verzichtete auf die Teilnahme an der ozeanischen Qualifikation                                   |
| Peking 2008          | Vorrunde           | Japan, Norwegen, USA          | –        | John Herdman  | Als Gruppenletzter ausgeschieden                                                                            |
| London 2012          | Viertelfinale      | USA                           | –        | Tony Readings | Niederlage gegen den späteren Olympiasieger                                                                 |
| Rio de Janeiro 2016  | Vorrunde           | Frankreich, Kolumbien, USA    | –        | Tony Readings | Als schlechtester Gruppendritter ausgeschieden                                                              |
| Tokio 2020           | Vorrunde           | Australien, USA, Schweden     | –        | Tom Sermanni  | Als Ozeanienmeister 2018 qualifiziert. Nach drei Niederlagen ausgeschieden                                  |
| Paris 2024           | Vorrunde           | Kanada, Kolumbien, Frankreich |          | Michael Mayne | Als Sieger des ozeanischen Qualifikationsturniers qualifiziert.                                             |

## Turniere

### Olympia 1996 in Atlanta
Für das erste Fußballturnier bei den Spielen 1996 waren neben dem Gastgeber nur die besten sieben Mannschaften der WM 1995 bzw. Brasilien anstatt der nicht startberechtigten Engländerinnen qualifiziert. Da sich Neuseeland nicht für die WM qualifiziert hatte, hatte die Mannschaft keine Chance, sich für die Olympischen Spiele zu qualifizieren.

### Olympia 2000 in Sydney
Da auch für das zweite olympische Turnier wieder nur neben dem Gastgeber die besten sieben Mannschaften der WM 1999 qualifiziert waren und Neuseeland sich nicht für die WM qualifiziert hatte, konnte sich die Mannschaft nicht qualifizieren.

### Olympia 2004 in Athen
Für das dritte olympische Frauenfußballturnier waren den Kontinentalverbänden jeweils Startplätze zugeteilt worden und Neuseeland hatte nun die Chance sich beim ozeanischen Qualifikationsturnier zu qualifizieren, das im März 2004 in Fidschi ausgetragen wurde. Neuseeland zog aber seine Mannschaft zurück um am 6. Australia Cup 2004 teilzunehmen. So fand auch das 3. olympische Fußballturnier der Frauen ohne Neuseeland statt.

### Olympia 2008 in Peking
Für das Turnier in Peking mussten sich die Neuseeländerinnen in der ozeanischen Qualifikation nicht mehr mit den Australierinnen auseinandersetzen, da Australien in den asiatischen Verband gewechselt war. Um sich zu qualifizieren, musste Neuseeland nur ein Spiel gegen den Sieger der Südpazifikspiele 2007 austragen, und gewann dieses mit 2:0 gegen Papua-Neuguinea.
Beim olympischen Turnier trafen sie im ersten Spiel auf Japan und erreichten ein 2:2. Danach verloren sie aber gegen Norwegen mit 0:1 und Titelverteidiger USA mit 0:4, womit sie als Gruppenletzter ausschieden.

### Olympia 2012 in London
Nach dem Aus bei der WM 2011 in der Vorrunde war Coach John Herdman als Nationaltrainer zum kanadischen Verband gewechselt. Sein Nachfolger wurde sein vorheriger Assistent Tony Readings, der zuvor mit der U-20-Mannschaft die U-20-Fußball-Ozeanienmeisterschaft der Frauen 2010 gewonnen hatte.
Für die Spiele in London mussten sich die Neuseeländerinnen wieder gegen Papua-Neuguinea qualifizieren, das sich zuvor gegen Samoa, Tonga und Vanuatu für die Playoffs gegen Neuseeland durchgesetzt hatte. Mit 8:0 und 7:0 gelang problemlos die Qualifikation für die Olympischen Spiele.
Bei den Spielen im Vereinigten Königreich verloren sie zunächst gegen den Gastgeber und Brasilien mit 0:1, gewannen dann aber gegen Neuling Kamerun mit 3:1. Damit waren sie als zweitbester Gruppendritter für die K.-o.-Runde qualifiziert und trafen darin auf Titelverteidiger USA. Mit 0:2 fiel die Niederlage nicht mehr so hoch wie vier Jahre zuvor aus.

### Olympia 2016 in Rio de Janeiro
Für das Turnier in Rio de Janeiro qualifizierten sich die Neuseeländerinnen wieder gegen Papua-Neuguinea, das, nachdem es das Heimspiel mit 1:7 verloren hatte, zum Rückspiel in Neuseeland nicht mehr antrat. Gegner in Brasilien waren Frankreich und Kolumbien sowie zum dritten Mal die USA. Die Neuseeländerinnen starteten mit einer 0:2-Niederlage gegen die USA, gewannen dann gegen Kolumbien mit 1:0. Durch eine 0:3-Niederlage gegen Frankreich wurden sie Gruppendritter, hatten aber nur 3 Punkte, wogegen zwei andere Gruppendritte vier Punkte erreichten, wodurch Neuseeland ausschied.

### Olympia 2020 in Tokio
Für das Turnier in Tokio qualifizierten sich die Neuseeländerinnen bei der Fußball-Ozeanienmeisterschaft der Frauen 2018, die diesmal gleichzeitig als Qualifikation für die WM 2019 und die Olympischen Spiele 2020 diente. Neuseeland gewann alle fünf Spiele, blieb dabei ohne Gegentor und schoss 43 Tore.

### Olympia 2024 in Paris
Für die Spiele in Frankreich qualifizierten sich die Neuseeländerinnen mit fünf Siegen beim ozeanischen Qualifikationsturnier im Februar 2024 in Samoa. Für die Spiele in Frankreich wurden sie in eine Vorrundengruppe mit Gastgeber Frankreich, Kolumbien und Titelverteidiger Kanada gelost. Die Neuseeländerinnen verloren die drei Gruppenspiele und schieden als Gruppenletzte aus.

## Statistiken

### Bilanz gegen die Olympiasieger bei Olympischen Spielen
- USA: 4 Spiele – 4 Niederlagen – 1:14 Tore
- Norwegen: 1 Spiel – 1 Niederlage – 0:1 Tore
- Deutschland: 0 Spiele
- Kanada: 1 Spiel – 1 Niederlage – 1:2 Tore

## Spiele
Neuseeland bestritt bisher 16 Spiele bei den Olympischen Spielen. Davon wurden zwei gewonnen, 13 verloren und eins endete remis. Kein Spiel ging in die Verlängerung.
Die Neuseeländerinnen spielten 2024 zum zweiten Mal gegen den Gastgeber und zum vierten Mal (2008, 2016 und 2024 in der Vorrunde, 2012 im Viertelfinale) gegen den Titelverteidiger, der dann auch zweimal Olympiasieger wurde. Die Neuseeländerinnen spielten am häufigsten gegen die USA (4-mal), zweimal als letztes und einmal als erstes Spiel. Zwei Spiele waren die ersten und einzigen gegen die jeweiligen Gegner. 2021 spielten sie zudem erstmals gegen Schweden.
Neuseeland spielte bisher gegen Mannschaften aller anderen Konföderationen, aber nur gegen den Nord- und Südamerikameister (3- bzw. 1-mal). Neuseeland traf zweimal auf den amtierenden Weltmeister.
Die meisten Spiele bestritten drei Spielerinnen, die in den ersten 13 Spielen zum Einsatz kamen. Beste Torschützin ist die nicht mehr aktive Amber Hearn mit 2 Toren.
| Nr. | Datum      | Ergebnis | Gegner                 | Austragungsort       | A/H/* | Anlass        | Bemerkung |
| --- | ---------- | -------- | ---------------------- | -------------------- | ----- | ------------- | --- |
| 1   | 06.08.2008 | 2:2      | Japan                  | Qinhuangdao (CHN)    | *     | Vorrunde      | |
| 2   | 09.08.2008 | 0:1      | Norwegen               | Qinhuangdao (CHN)    | *     | Vorrunde      | |
| 3   | 12.08.2008 | 0:4      | USA (TV)               | Shenyang (CHN)       | *     | Vorrunde      | |
| 4   | 25.07.2012 | 0:1      | Vereinigtes Königreich | Cardiff (GBR)        | A     | Vorrunde      | Erstes Spiel eines OFC-Mitglieds gegen Großbritannien                                                             |
| 5   | 28.07.2012 | 0:1      | Brasilien              | Cardiff (GBR)        | *     | Vorrunde      | Erstes Spiel gegen einen amtierenden Südamerikameister                                                            |
| 6   | 31.07.2012 | 3:1      | Kamerun                | Coventry (GBR)       | *     | Vorrunde      | Erstes Spiel eines OFC-Mitglieds gegen Kamerun Höchster Sieg einer ozeanischen gegen eine afrikanische Mannschaft |
| 7   | 03.08.2012 | 0:2      | USA (TV)               | Newcastle (GBR)      | *     | Viertelfinale | |
| 8   | 03.08.2016 | 0:2      | USA* (TV)              | Belo Horizonte (BRA) | *     | Vorrunde      | |
| 9   | 06.08.2016 | 1:0      | Kolumbien              | Belo Horizonte (BRA) | *     | Vorrunde      | |
| 10  | 09.08.2016 | 0:3      | Frankreich             | Salvador (BRA)       | *     | Vorrunde      | |
| 11  | 21.07.2021 | 1:2      | Australien             | Chōfu (JPN)          | *     | Vorrunde      | |
| 12  | 24.07.2021 | 1:6      | USA*                   | Saitama (JPN)        | *     | Vorrunde      | |
| 13  | 27.07.2021 | 0:2      | Schweden               | Rifu (JPN)           | *     | Vorrunde      | Erstes Spiel gegen Schweden                                                                                       |
| 14  | 25.07.2024 | 1:2      | Kanada (TV)            | Saint-Étienne (FRA)  | *     | Vorrunde      | |
| 15  | 28.07.2024 | 0:2      | Kolumbien              | Lyon (FRA)           | *     | Vorrunde      | |
| 16  | 31.07.2024 | 1:2      | Frankreich             | Lyon (FRA)           | A     | Vorrunde      | |

Anmerkung: Fett gesetzte Mannschaften waren zum Zeitpunkt des Spiels Kontinentalmeister, die mit „*“ markierte Mannschaft war Weltmeister.

## Rekorde
- Jüngster Trainer: John Herdman mit 33 Jahren beim Turnier 2008

Die Siege der neuseeländischen Mannschaft bei Olympischen Spielen sind auch ihre höchsten Siege gegen diese Mannschaften:
- Kamerun 3:1 Vorrunde 2012 – einziges Spiel gegen Kamerun
- Kolumbien 1:0 Vorrunde 2016 – zudem ein 1:0 und 2:1 beim Matchworld Cup 2011 und 2012

Nur gegen diese Mannschaften kassierte die neuseeländische Mannschaft bei Olympischen Spielen ihre höchste Niederlage:
- Frankreich 0:3 Vorrunde 2016 – zudem ein 2:5 beim Zypern-Cup 2011
- Vereinigtes Königreich 0:1 Vorrunde 2012 – einziges Spiel gegen das Vereinigte Königreich
- Kolumbien 0:2 Vorrunde 2024
- Schweden 0:2 Vorrunde 2021 – erstes Spiel gegen Schweden